# Гварико
Гварико (шп. Estado Guárico),  једна је од 23 државе у Боливарској Републици Венецуели. Покрива укупну површину од 64.986 км ² и има 802.540 становника (2011).
Главни град је Сан Хуан де Лос Морос или кратко Сан Хуан.
Током колонијалног времена, територија државе Гварико била је део провинције под истим именом. Након Федералног рата, провинција Гварико је проглашена савезном државом у оквиру Венецуеле. Године 1899. Гварико се појављује и као независна држава, али се након тога поново враћа под окриље Венецуеле.

## Галерија
- Крајолик у планинском делу Гварика
- Крајолик у равницама Љаноса